# Leptodactylus turimiquensis
Leptodactylus turimiquensis é uma espécie de anfíbio anuro da família Leptodactylidae. Está presente na Venezuela. A UICN classificou-a como quase ameaçada.